# Pamillia affinis
Pamillia affinis är en insektsart som beskrevs av Knight 1925. Pamillia affinis ingår i släktet Pamillia och familjen ängsskinnbaggar. Inga underarter finns listade i Catalogue of Life.